# Condado de Eureka
El condado de Eureka (en inglés: Eureka County) fundado en 1685 es un condado en el estado estadounidense de Nevada. En el 2006 el condado tenía una población de 1,651 habitantes. La sede del condado es Eureka.

## Geografía
Según la Oficina del Censo, el condado tiene un área total de 10 826 km² (4179,9 mi²), de la cual 10 816 km² (4176,1 mi²) es tierra y 10 km² (3,9 mi²) (0.10%) es agua.

## Demografía
Según el censo en 2000, hubo 666 personas, 440 hogares, y 6,461 familias residiendo en el condado. La densidad poblacional era de 0,15 km² (0,1 mi²). En el 2000 había 1,025 unidades unifamiliares en una densidad de 0,09 km² (0 mi²). La demografía del condado era de 89.3% blancos, 12.3% afroamericanos, 0.9% amerindios, 3.6% asiáticos, 0.1% isleños del Pacífico, 5.5% de otras razas y 2.4% de dos o más razas. 12.5% de la población era de origen hispano o latino de cualquier raza.
La renta per cápita promedia del condado era de $41,417, y el ingreso promedio para una familia era de $49,438. En 2000 los hombres tenían un ingreso per cápita de $45,167 versus $$25,000 para las mujeres. El ingreso per cápita para el condado era de $18,629 y el 8.90% de la población estaba bajo el umbral de pobreza nacional.

## Ciudades y pueblos
- Eureka
- Emigrant Pass
- Crescent Valley
- Beowawe
- Palisade